# ميخائيل فورد
ميخائيل فورد (بالإنجليزية: Michael Ford)‏ هو لاعب كرة قدم أمريكية أمريكي، ولد في 27 مايو 1990 في ليسفيل في الولايات المتحدة.

## وصلات خارجية
- ميخائيل فورد على موقع مرجع كرة القدم المحترفة.كوم (الإنجليزية)